# 앨리스 그레친
앨리스 그레친(영어: Alice Greczyn, 1986년 2월 6일 ~ )은 미국의 배우이다. 드라마 《더 라잉 게임》에서 매들린 역으로 출연했다.
월넛크릭에서 태어났다.

## 방송
- 더 라잉 게임 시즌2
- 더 라잉 게임 시즌1
- 프리빌리지드
- 문라이트
- CSI 마이애미 시즌6

## 영화
- 더 라잉 게임 시즌2 (2012년) - 매들린 역
- 더 라잉 게임 시즌1 (2011년)
- 아메리칸 인 차이나 (2008년) - 켄드라 역
- 엑시트 스피드 (2008년)
- 섹스 드라이브 (2008년) - 메리 역
- 하우스 오브 피어스 (2007년)
- 쉬룸스 (2006년)
- 윈드폴 (2006년)
- 해저드 마을의 듀크 가족 (2005년) - 로리 풀먼 역
- 팻 알버트 (2004년)
- 슬립오버 (2004년)